# 陶必铨
陶必铨（1755年—1805年），字士升，号萸江。湖南安化人，清朝晚期著名诗人、学者。

## 生平
陶必铨从小就天资聪颖，擅长记忆，父亲白天讲授历史，晚上比照星相，他就过目不忘。 
成年后，陶必铨专攻经传，旁及子史，博览地理、杂记、小说等。
二十岁时，陶必铨补博士弟子员，励志做学问。此时，陶必铨长得清瘦颀长，眉清目秀，长发垂地。
长大后，陶必铨求学于长沙城南书院、岳麓书院，是岳麓书院山长罗典的学生。但是科举考试屡次不中， 只得以教书授徒为业，先后在安化的乡村、县城、益阳等地设馆教书。

## 学术思想
- 读书力求下苦功，强调融会贯通。[註 4] [註 5]
- 经世致用。重视实用。[註 6]
- 不忘史学地理学。曾主修《安化县志》。[註 7]
- 为人师表，教书与育人相得益彰。[註 8]

## 作品
- 《易经抉微》
- 《书经抉微》
- 《春秋汇览批点》
- 《杜少陵集批点》
- 《韩昌黎集分韵新编》
- 《分韵诗篇》
- 《萸江古文存》
- 《萸江诗钞》
- 《萸江制义》
- 《安化县志》

## 亲属
儿子：陶澍

## 脚注
1. ↑  中华民国赵尔巽《清史稿·陶必铨传》：“颖悟，父为说史事，夜示以星象，辄记不忘。即长，益肆力传注，旁及子史，多所究览。年二十，补博士弟子员，笃志问学”
2. ↑  中华民国赵尔巽《清史稿·陶必铨传》：“为人清貌颀身，眉目疏朗，发长至地。”
3. ↑  中华民国赵尔巽《清史稿·陶必铨传》：“省闱十次，终不遇”
4. ↑  [中华民国赵尔巽《清史稿·陶必铨传》：“在岳麓、城南时，蔬菜日不过十钱，书院故有大吏月课，列前者例予金为劝赏，府君赖此佐膏火资。读书至夜分，目麻茶，则毅然自持，绕案走至旦，其后竟不复思睡。尝言冬夜温经，火尽，寒气自足趾入，徐自胫至膝、至股脾、至腹，乃不复可耐，然后寝。晨起就火，犹漠然也，饭后始能暖。”
5. ↑  中华民国赵尔巽《清史稿·陶必铨传》：“务贯通，不为章句学，每开卷，纵横盈几案，批郤多前人所未发。熟于掌故，穷源究委，指数如掌上纹，年月甲子，无舛漏。尤喜搜节义事，为文传之。”“诗宗杜、韩各家”
6. ↑  中华民国赵尔巽《清史稿·陶必铨传》：“于天文、律吕、礼制、开方诸法，尤覙缕祥明，或离席画地作图，或于中堂揖让进退以演之。其立课，仿先儒之分年日程，而以通经为本，尝谓经熟则义理熟，而言之有物。以故及门之士，咸知趋向实学，取青紫者甚多。”（青紫：古时公卿的服饰，代指有成就的官员、人才。）
7. ↑  中华民国赵尔巽《清史稿·陶必铨传》：“各乡，辄访问其人物，综览其形胜，古迹残碑，摩挲殆遍，有所闻见，随手札记，久而成帙”
8. ↑  中华民国赵尔巽《清史稿·陶必铨传》：“处宗族，蔼然雍逊，于祠庙，尤致敬”